# Mode de vie… Béton style
 (novembre 2011).
Si vous disposez d'ouvrages ou d'articles de référence ou si vous connaissez des sites web de qualité traitant du thème abordé ici, merci de compléter l'article en donnant les références utiles à sa vérifiabilité et en les liant à la section « Notes et références ».

Mode de vie... Béton style est le premier album du Rat Luciano, sorti le 31 octobre 2000.
L'album est produit par Pone et sera disque d'or[réf. nécessaire].

## Liste des titres
1. De un - 1:32
2. A bas les illusions - 2:32
3. Sacré - 3:24
4. Adrénaline (feat. Carré Rouge) - 4:38
5. De deux - 1:44
6. Mode de vie complexe - 4:08
7. Vie d'artiste - 3:48
8. Le jeu (feat. Sat, Don Choa & Menzo) - 4:38
9. Il est fou ce monde - 4:25
10. Libre penseur (feat. Costello) - 3:57
11. Niquer le bénef - 2:50
12. Rien n'est garanti (feat. X-Men) - 4:13
13. Tout et rien (feat. DJ Djel) - 4:16
14. Zic de la zone - 3:16
15. Nous contre eux (feat. Sat & Rohff) - 5:35
16. Derrière les apparences - 4:44
17. Infernal (feat. Le Venin & Felaga) - 5:10
18. On hait - 3:50
19. De trois - 3:03